# Belot
 La Belote è un popolare gioco di carte di origine francese (in francese, la Belote).

## Storia
Di origine francese, è derivato probabilmente a sua volta dal gioco olandese del Klavierjassen, nato nelle Province Unite Nederlandesi agli inizi del XVII secolo.

## Diffusione
In Italia la Belote è molto diffusa in Valle d'Aosta, in Val Soana, in val Chisone, in tutte le vallate della provincia di Cuneo dalla Val Vermenagna fino alla Val Varaita, nell'estrema Riviera di Ponente ligure, e a Montepiano, frazione del comune di Vernio (PO) portato dai lavoratori che ritornavano dalla Corsica. Nel pistoiese la Belote viene giocata a Calamecca, importata dagli emigranti tornati dalla Francia.
In Svizzera il gioco è particolarmente diffuso in quei comuni ticinesi, in cui gli abitanti andavano a cercar fortuna nelle grandi metropoli di Francia.
La Belote è altresì diffusa in Bulgaria, dove il nome ufficiale è Bridge-Belote (Бридж-белот), e soprattutto in Ungheria dove è molto popolare; in Grecia il gioco è chiamato Vida (Βίδα), a Cipro è chiamato Pilotta (Πιλόττα), in Québec la parola è stata accorciata alla prima sillaba e viene pronunciata bœuf, e in Croazia viene usato Bela come sinonimo. In Macedonia e in Armenia viene chiamato Belot (Бељот), anche se in Armenia, dove è meglio noto col nome di Bazaar Belote, assume delle regole leggermente differenti da quelle europee. In Arabia Saudita viene chiamato Baloot ed è il gioco di carte più popolare dell'intero Paese, dove viene giocato con delle regole molto differenti rispetto alla versione europea.
Nel gioco vengono utilizzate solitamente le classiche carte francesi da poker, ossia tutte dal sette in su esclusi i jolly, ma da qualche tempo sono stati ripristinati e rimessi in commercio mazzi di carte apposite per questo gioco; si gioca in quattro, a coppie, facendo il mazzo e distribuendo le carte a turno, come nello scopone scientifico o nella briscola, ma in senso orario come nel poker.

## La distribuzione delle carte
Si gioca a coppie. Ogni giocatore è seduto di fronte al proprio compagno. Il mazziere consegna cinque carte a testa in due giri (prima tre e poi due), dopodiché ne gira una in tavola. A partire dal primo giocatore alla sua sinistra ciascuno decide se il seme della carta scoperta gli va bene come seme di atout, l'equivalente della briscola, (dicendo "mando") o no. Se non gli va bene deve dire "via". Se nemmeno al mazziere va bene deve dire "via" anche lui. In tal caso si fa un altro giro dove ogni giocatore può scegliere tra gli altri tre semi (dicendo "mando a nome del seme") o se preferisce può chiamare le varianti "senza briscole" (dicendo "senza") o "tutte briscole" (dicendo "tutte").
Se anche il secondo giro termina senza che nessuno abbia preso l'iniziativa il mazzo viene mischiato e passa al giocatore successivo in senso orario.
Se uno dei giocatori ha mandato ad uno qualsiasi degli altri tre semi, durante il secondo giro, ma il suo compagno preferisce giocare "a senza", quest'ultimo può imporre la propria scelta dichiarandolo subito ("senza"). Non può succedere il contrario.
A questo punto il mazziere dà altre tre carte a tutti i giocatori (ma solo due a colui che ha "mandato", al quale tocca anche la carta inizialmente girata).

## Le regole
All'interno del gioco sono previste due diverse scale di valore per le carte:
| Atout | J  | 9  | A  | 10 | K | Q |   |   | 8 | 7 |
| Atout | 20 | 14 | 11 | 10 | 4 | 3 |   |   | 0 | 0 |
| Senza |    |    | A  | 10 | K | Q | J | 9 | 8 | 7 |
| Senza |    |    | 11 | 10 | 4 | 3 | 2 | 0 | 0 | 0 |

Una volta distribuite le carte, ci sono delle regole da rispettare durante le otto mani di gioco:
- Il primo a giocare è il partecipante alla sinistra di quello che ha mischiato il mazzo; ad ogni mano gioca poi per primo il giocatore che ha vinto la mano stessa, in base alle due scale di valore: La briscola vince su qualunque seme e, se ci sono più briscole, vince la più alta in tavola.
- Bisogna sempre rispondere con una carta dello stesso seme di quella giocata all'inizio della mano o, altrimenti, se non si ha una carta dello stesso seme, giocare una briscola (bisogna cioè "tagliare").
- Se bisogna giocare una briscola per "tagliare" nel momento in cui una briscola è già in gioco allora si deve "surtagliare", ossia giocare una briscola di valore più alto della precedente, questa regola si applica anche al caso in cui un giocatore inizi la mano con una briscola, in questo caso tutti e tre i giocatori dopo saranno costretti a superare la precedente briscola solo se ne hanno la possibilità. Se non si hanno carte né del seme giocato né di briscola, si può giocare qualunque carta.
- All'inizio della mano,i giocatori possono dichiarare delle "terze", "quarte", "quinte" ecc., cioè delle scale di carte dello stesso seme (nell'ordine "normale" delle carte, cioè quello di scala quaranta), o dei poker, senza specificare di che natura. Dichiarazioni di scale uguali (ad esempio due terze) sono autoescludentisi, e bisogna stabilire chi ha la più alta: si ordinano in base alla carta più alta della scala e, a parità di scala, in base al seme, tenendo conto che vince sempre il seme della briscola scelta in quella mano ("la terza", quella più alta, è quindi AKQ del seme di briscola). I poker sono invece indipendenti e non si escludono a vicenda, ma non valgono quelli di 7 o di 8. Alla seconda mano può essere richiesto di mostrare queste dichiarazioni (ma non è obbligatorio se non viene richiesto); il vantaggio che deriva dalle dichiarazioni è nei punti extra che si ottengono alla fine della mano, e precisamente:

| Terza                  | 20 punti  |
| Quarta                 | 50 punti  |
| Quinta, Sesta, Settima | 100 punti |
| Poker J                | 200 punti |
| Poker 9                | 150 punti |
| Poker A, K, Q, 10      | 100 punti |

- Nel caso particolare in cui un giocatore dichiari un'"ottava", il giocatore può mostrare le carte e vincere in questo modo la partita. In alcuni ambienti, dove si gioca spesso, si può sentire apostrofare qualcuno come "Chevalier". Questo significa che quel giocatore durante una partita ha rinunciato a dichiarare un'ottava per proseguire la partita e "vincere per meriti più che per fortuna".
- Una dichiarazione ulteriore è quella del "Belot e Rebelot": se uno dei giocatori ha in mano il K e la Q di briscola, infatti, può dire, entro la fine del giro (cioè prima che l'ultimo giocatore appoggi la carta sul tavolo), Belot quando gioca la prima delle due carte, Rebelot quando gioca la seconda. Questo porta 20 punti extra alla coppia del giocatore che dichiara il "Belot e Rebelot", alzando inoltre la soglia di punteggio di 10 punti, come viene spiegato nella prossima sezione.
- Se la carta inizialmente girata sul tavolo è un J, è di solito conveniente per il primo giocatore prenderlo e fare di quel seme la briscola (il Jack si dice "obligé"). In altre varianti del Belot prendere il Jack quando è "obligè" non è solo consigliato ma è obbligatorio.
- Nel caso in cui alla fine di una partita, la squadra che ha mandato riesca ad effettuare tutti i punti possibili (gli avversari potrebbero quindi aver preso una o più mani senza punti) si dice che chi ha mandato ha fatto "Cappotto" e l'ultima mano invece di valere 10 punti ne varrà bensì 100. Andranno quindi alla squadra che ha fatto "Cappotto" ben 252 punti più eventuali dichiarazioni. Le dichiarazioni degli avversari restano a loro. È da notare che, nel caso la squadra non chiamante abbia "Belot e Rebelot", non è possibile effettuare il "Cappotto", in quanto non è possibile effettuare tutti i punti sui 182 disponibili (più le eventuali dichiarazioni).

## Il punteggio
Terminata la mano, bisogna contare i punti; anche qui ci sono diverse regole:
- La somma totale dei punti è 152 più 10 punti per la squadra che si aggiudica l'ultima mano, ma la squadra del giocatore che ha "chiamato" o "mandato", cioè scelto il seme di briscola, deve farne più della metà, pena il punteggio pieno per la squadra avversaria, comprese le scale e i poker (la partita si dice "bevuta", "tazzata", "casarata" o andata a "bagno"). Al punteggio delle squadre vanno poi aggiunti gli eventuali punti delle dichiarazioni; il "Belot e Rebelot" alza il punteggio totale a 182 punti, ma in questo caso chi "manda" è tenuto a farne più di 91 (anziché 81). In caso di pareggio, gli 81 punti dei chiamanti rimangono in palio per la mano successiva. Se una squadra riesce a non far totalizzare nemmeno un punto alla squadra avversaria nel corso della mano, si parla di "cappotto" e la squadra vincente totalizza così 252 punti (anziché 162), più eventuali dichiarazioni.
- Vince la coppia che per prima supera i 751 punti.

È da notare che è possibile che la squadra che perde la mano effettui l'essenza, cioè faccia più punti del vincente sfruttando i punti delle dichiarazioni.

## Le mosse
Dal momento che il gioco è spesso meccanico e obbligato, per via del fatto che è obbligatorio rispondere a seme e "mangiarsi" le briscole, ci sono delle "mosse" standard, che solitamente vengono sempre effettuate in certe situazioni dai giocatori: 
- Mossa Casaro: se è "primo di mano" (il primo a giocare), il chiamante gioca il Jack, allo scopo di far uscire più briscole possibile e il più alte possibile, e successivamente, se lo possiede il nove, con lo stesso scopo. Fatto questo, restano poche briscole (se non nessuna) e si gioca "a strozzo", cioè comandano le carte più alte dei vari semi.
- Mossa Leccese: se uno dei giocatori dichiara una scala, è possibile dichiararne una fasulla uguale, allo scopo di sapere dall'avversario la carta più alta (o anche il seme) della sua, prima della seconda mano (questo sfruttando il fatto che bisogna decidere chi abbia la terza più alta, "anticipando" la natura della propria dichiarazione). Nel caso in cui la squadra avversaria potesse confutare la terza dichiarata in maniera fasulla, può farlo e guadagnarsi altri 20 punti, oppure può fare finta di nulla al fine di non rivelare le proprie carte all'avversario.
- Se il proprio compagno gioca un asso e si pensa che questo non venga tagliato da una briscola, è conveniente giocare il dieci di quel seme (se lo si ha in mano), che difficilmente resisterebbe a un secondo giro dello stesso seme (il dieci dovrebbe cioè "reggere", il che succede solo se tutti i giocatori hanno due carte di quel seme). Questa mossa è conveniente se ci sono ancora briscole in gioco che taglierebbero facilmente il dieci.
- Mossa Casaro Indotta: se il proprio compagno ha chiamato e si è primi a giocare, è possibile giocare una briscola bassa allo scopo di far superare con una briscola più alta l'avversario alla propria sinistra, presupponendo che il compagno chiamante abbia il "Valletto" (cioè il Jack di Briscola). In questo modo è possibile mangiare un nove o un asso di briscola con facilità, se è singolo nella mano di quel giocatore, se così non fosse sarebbe comunque una buona mossa Casaro.

## Le varianti
Ci sono due varianti non da tutti utilizzate, che riguardano la possibilità di chiamare senza briscole o tutte briscole. 
Nel primo caso il gioco si riconduce al tressette, con l'unica scala di valore delle carte non di briscola; nel secondo caso, al contrario, si utilizza solo la scala delle carte di briscola, e tutti i semi hanno lo stesso valore.
In questi due casi i punteggi totali cambiano in conseguenza dei diversi valori attribuiti alle varie carte e variano di conseguenza anche i punteggi per il "cappotto", con 10 punti extra per l'ultima mano e i punti delle dichiarazioni invariati. 
La dichiarazione più alta è senza briscole e il punteggio in questo caso è 30x4 (i quattro semi) + 10 per l'ultima mano, il tutto moltiplicato per due. In totale 260 punti
Nel "tutte briscole", valgono tutti i "Belot e Rebelot", giocati in qualunque momento della mano; vince però alla fine della mano (cioè è l'unico a procurare un vantaggio in termini di punti) solo il "Belot e Rebelot" del seme più alto secondo la scala del poker (Come Quando Fuori Piove).

## La belote valdostana
I termini in lingua francese sono normalmente usati nel gioco.

### I giocatori
Il numero standard di giocatori al tavolo è di quattro (nord, ovest, sud e est) divisi in due coppie, ma è possibile giocare anche con numero ridotto a tre o addirittura a due (alcune regole distribuzionali e di gioco subiranno delle variazioni). Ogni giocatore è seduto di fronte al proprio compagno.

### La distribuzione delle carte
Il mazziere mischia le carte e pone al giocatore alla sua sinistra il taglio del mazzo, decidendo di tagliare o fidarsi bussando sul mazzo. Poi in senso antiorario il mazziere distribuisce così: otto carte a testa in tre giri (prima tre poi due poi tre - anche tre, tre, due o due, tre, tre). Il giocatore alla destra del mazziere è il primo a parlare e impiega una delle dichiarazioni permesse (vedi punto Licitazione più avanti). Seguono le dichiarazioni del secondo/terzo/quarto giocatore: se tutti i giocatori dicono Passo/Aspetto, il mazzo passa al giocatore successivo in senso antiorario che diventa, a sua volta,  mazziere.
Se anche il secondo giro termina senza che nessuno abbia preso l'iniziativa, si prosegue nello stesso modo sino a quando un giocatore dirà qualcosa di diverso da Passo/Aspetto (vedi Licitazione).
Vince la coppia che raggiunge per prima i 2000 punti; in certi casi entrambe le coppie superano insieme i 2000 punti, vince dunque quella che è più alta. Certe partite sono giocate anche ai 1000 o 500.

### Il valore delle carte
Sono previste due diverse scale di valore. Inizialmente i quattro semi sono equivalenti, nessuno è privilegiato, e il rispettivo valore è quello Normale della tabella. Il seme che diventa Atout (briscola) assume un ruolo dominante e due carte prendono un valore magnificato: il fante (F) o Vallet (V) diventa il "Venti"  e vale 20, il 9 diventa il "Quattordici"  (Quatorze) e vale 14.
| Atout   | F  | 9  | A  | 10 | R | D |   |   | 8 | 7 |
| Atout   | 20 | 14 | 11 | 10 | 4 | 3 |   |   | 0 | 0 |
| Normale |    |    | A  | 10 | R | D | F | 9 | 8 | 7 |
| Normale |    |    | 11 | 10 | 4 | 3 | 2 | 0 | 0 | 0 |

### La licitazione (asta)
Una volta distribuite le carte, inizia la licitazione per l'aggiudicazione del CONTRATTO da parte di una delle due coppie. Il giocatore alla destra del mazziere è il primo a parlare e la dichiarazione proseguirà in senso antiorario, se necessario, anche per due/+ giri licitativi.
Le dichiarazioni permesse (italiano/francese) a ciascun giocatore, e il loro significato, sono:  PASSO/PASSE (non ho Assi)  -   ASPETTO (ho almeno un Asso) -   PROPOSTA DI CONTRATTO (formato da PUNTI e SEME) - CONTRO/CONTRE (è punitivo e può essere seguito soltanto dal surcontro) - SURCONTRO/SURCONTRE (è punitivo e conclude la licitazione) - ANCORA (due carte nel colore proposto dal compagno)  -  ALZO (almeno tre carte nel colore proposto dal compagno) - RIALZO DEL CONTRATTO (incremento dei PUNTI sul Seme presentato dal compagno). 
1. SEME ossia il colore che si propone come atout - I semi, in relazione alla licitazione,  non hanno rango e, dunque, sono equipollenti  -  Ciascuno dei quattro semi (fiori ♣, cuori ♥, quadri ♦, picche ♠) può essere sempre proposto come atout, sia nel primo giro sia nei giri successivi.
2. PUNTI (o livello) che la coppia s'impegna a realizzare - Il valore minimo  è di 82, il massimo è di 802. Il giocatore può presentare qualsiasi valore superiore al minimo, purché  sia ottenuto sommando 82 a 10 oppure un suo multiplo. Esemplificando, sono validi 112, 132, 252, ecc. Importante puntualizzare che soltanto il primo giocatore che propone un contratto,  è completamente libero di scegliere un qualsiasi livello: tutti gli altri,  per competere, dovranno presentare un livello più alto. Esemplificando, se l'ultima dichiarazione è stata di 122 un altro giocatore potrà soltanto dire 132/+!
3. LICITE - Definiti Punti e Semi, è possibile esemplificare alcuni contratti e alcune sequenze lecite. Sono valide queste dichiarazioni:  - a) 92 Fiori, 112 Quadri, 172 Cuori, 92 Picche, ecc.  - b) Contro dopo un 102 Cuori , un 112 Quadri oppure un 92 Fiori - Surcontro dopo un Contro, ecc. Una sequenza regolare di primo giro è la seguente: 1º giocatore 102♠ - 2° gioc. Passo - 3° gioc. Aspetto  - 4° gioc. 122♦. Nella sequenza illustrata non sono accettabili, per qualsiasi giocatore dopo il primo, dei valori inferiori a 102 (in qualsiasi seme)!  Se la licitazione continua nel secondo giro sono permessi soltanto livelli superiori a 122 (in qualsiasi seme), cioè valori più alti di quello proposto dall'ultimo dichiarante un colore.
4. ACCORDI LICITATIVI PARTICOLARI - Non è stato ancora consolidato uno standard di riferimento, però la stragrande maggioranza dei giocatori usano in aggiunta alle dichiarazioni regolari delle convenzioni che aumentano la precisione licitativa.  Aperture: la licita di 82 F/Q/C/P, significa "compagno ho forza ma non ho le carte giuste nel colore dichiarato";  anziché fare un licita completa del tipo 82 Fiori si omette il numero (si dice solo il seme) col significato di mano che può reggere il contratto; la licita 92 F/Q/C/P,  promette tassativamente il possesso della "34" nel colore,  ossia del 14 e del Vallet (14+20 = 34). Risposte di Appoggio nel colore del compagno:  DO 10, per comunicare il possesso del 14 secco;  DO 20, per comunicare il possesso del Vallet secco;  ANCORA 10, con il significato di due carte di atout di cui una è il 14; ANCORA 20, con il significato di due carte di atout di cui una è il Vallet; ALZO 10,  con il significato di tre carte di atout di cui una è il 14; ALZO 20, con il significato di tre carte di atout di cui una è il Vallet.  Dichiarazioni di secondo giro:  PASSO, dopo un precedente ASPETTO, per dire che l'asso è quello del colore proposto dal compagno; ASPETTO, dopo un precedente ASPETTO, per segnalare il possesso di almeno due Assi. Altri accordi di coppia, alcuni al limite della decenza, sono in circolazione. Per esempio "E PASSO"  dopo un precedente ASPETTO per spiegare che l'asso posseduto è quello del colore dichiarato dagli avversari.

### Aggiudicazione del Contratto
Il Contratto può considerarsi aggiudicato soltanto a fronte di alcune tipiche sequenze dichiarative che permettono d'individuare univocamente il vincitore dell'asta.  Una qualsiasi Licita a Colore ( ad es. 122 Picche),  seguita da tre dichiarazioni del tipo Passo e/o Aspetto , diventa il Contratto Aggiudicato;  anche il Contro,  seguito da soli Passo/Aspetto, è conclusivo di Contratto nell'ultima licitazione (punti e seme);  il Surcontro è tombale e l'ultima licitazione (punti e seme)  diventa il contratto finale. Il giocatore che vince la licitazione impegna la coppia, che prende il nome di Linea Attaccante (o Attaccanti), a mantenere il contratto (nell'es. 122/+ punti). Per contrappunto, l'altra coppia prende il nome di Linea Difendente (Difendenti oppure Opponenti) e la sua missione è d'impedire agli avversari di conseguire il punteggio prefissato: al tavolo si dice "mettere sotto gli avversari" (+elegantemente, gli opponenti sono/vanno down). Attenzione: in caso di parità di punti realizzati nelle situazioni di Contro e Surcontro, vedi il Litige (lite) più sotto!

### Gli Accusi (onori)
Gli accusi devono essere annunciati, col loro nome ma senza specificare il colore,  da ogni giocatore nel primo giro di gioco, nel proprio turno e prima di posare la carta. Il giocatore che possiede più combinazioni (es. una tiers e un cinquante) dichiarerà soltanto quella di maggior peso (nell'es. sarà il cinquante). Warning 1: un accuso non dichiarato nel proprio turno, ovvero prima che la carta avversaria abbia coperto la carta giocata, è NULLO - Warning 2 : l'accuso di una combinazione di valore +basso rende nulla quella di valore +alto eventualmente posseduta.
Figure Base - Vediamo le combinazioni di carte dello stesso colore e contigue in ordine crescente che portano dei bonus (punti premio) al giocatore che ne possiede una/+,  e in sostanza alla coppia. Le più numerose sono costituite da tre/+ carte in successione ascendente (in scala) dello stesso colore. Altre combinazioni sono formate da quattro carte dello stesso valore, con l'esclusione dei sette e otto. Nelle tabella tutte le combinazioni (italiano/francese) e il relativo premio in punti.
| Terzo/Tiers/Tierce (3 carte)      | 20 punti  |
| Cinquanta/Cinquante (4 carte)     | 50 punti  |
| Cento/Cent (5/+ carte)            | 100 punti |
| Quattro/Carré di Fanti J (Vallet) | 200 punti |
| Quattro/Carré di 9                | 150 punti |
| Quattro/Carré di A - R - Q - 10   | 100 punti |

Belote  -  Questa figura, scorporata dalle altre perché non deve essere spiegata nel primo giro di gioco, si compone di due carte del colore di atout: Donna (D) e Re (R), e vale 20 punti.  L'annuncio sarà fatto nel momento in cui si giocherà la carta dicendo "Belote" per la prima e "Re Belote" per la seconda.  Warning: è obbligatorio, per acquisire il bonus, che entrambe le carte vengano annunciate col loro titolo quando vengono giocate. Il premio di 20 punti sarà attribuito, e sommato agli altri punti, soltanto se la belote è stata dichiarata nei modi/tempi giusti.
Figure Beloté - Le combinazioni di carte in scala che contengono la Belote prendono il nome di Accusi Beloté e, se dichiarate correttamente, danno un bonus calcolato sommando i punti della tabella precedente ai punti Belote (20). Nella tabella sottostante tutte le combinazioni e il relativo premio in punti.
| figura           | carte            | punti parziali | punti totali |
| ---------------- | ---------------- | -------------- | ------------ |
| tiers beloté     | ARD - RDF        | 20 + 20        | 40           |
| cinquante beloté | ARDF - RDF10     | 50 + 20        | 70           |
| cent beloté      | ARDF10 - RDF10 9 | 100 + 20       | 120          |

Esiste una gerarchia fra le varie figure, quella con le carte più alte è vincente sulle altre:  però, a parità di carte, il colore di atout è sempre vincente.
Al termine del primo giro, si decide quale accuso è di maggior valore. Ora, tutti gli accusi della Linea del giocatore che si è aggiudicato il contratto, anche quelli di minor valore e non dichiarati, sono validi e danno diritto ai bonus (punti extra) di competenza: quelli avversari diventano nulli! I punti acquisiti saranno contabilizzati, insieme a quelli di presa e al bien joué, alla fine della mano.
Nel secondo giro, su richiesta degli avversari, si mostrano le figure, anche quelle non annunciate poiché di valore inferiore, posando le opportune carte sul tavolo. Attenzione: pur non essendo obbligatorio, ai fini del conteggio conviene mostrare tutti gli accusi e così validare anche quelli non annunciati!

### Punti Mano
Con un rapido calcolo dalla Tabella Valore delle Carte si ottiene che, senza accusi, i Punti disponibili sono 152: [(30 punti x 3 semi) + (62 punti del seme di atout) = (90 punti seme + 62 punti atout) = 152]. Il Bien joué è di 100 punti per il cappotto (grande slam) e di 10 punti per la coppia che realizza l'ultima presa. Dunque, senza accusi: a) il massimo dei Punti Mano disponibili per la coppia attaccante è di 252 in caso di cappotto e di 162 negli altri casi; b) il massimo dei Punti Mano disponibili per la coppia difendente, in caso di down della coppia attaccante, è la somma di 162 e degli accusi validi (cioè dichiarati/accreditati con i criteri sopra esposti).

### Attribuzione dei punti
Entrambe le coppie, oppure soltanto quella più abile (+lungimirante, +fortunata), incasseranno dei punti. Dirimere la questione non è semplicissimo! Vediamo come operare!
Al compimento della mano i giocatori provvedono al conteggio dei Punti Linea (Punti Coppia) che si ottengono sommando i Punti Mano, i Punti Accusi validi, Punti Belote e il Bien Joué. Sulla base dei punti conseguiti dalle due Linee di Gioco si stabilisce se il Contratto è stato mantenuto oppure no, e si esegue il conteggio dei Punti da Attribuire (assegnare) applicando le sottostanti regole.
1. CONTRATTO LISCIO (coefficiente di moltiplicazione = 1).  Si aggiudicano i punti nel seguente modo: A) se il contratto è mantenuto e il punteggio degli avversari è inferiore, ad ogni Linea di Gioco si assegnano i Punti Mano di competenza (max 252) sommati ai propri Punti Accusi validi (anche la Belote); B) se il contratto è stato disatteso (down della linea attaccante), alla Linea Difendente vanno attribuiti i Punti Mano (max 162) sommati ai Punti Accusi validi (anche la Belote), e, per contrappunto, zero punti alla Linea Attaccante. Se il contratto è stato Contrato o Surcontrato si applicano ai Punti i relativi Coefficienti moltiplicativi (2 e 4) e la Linea Vincente si aggiudica il bottino.
2. CONTRATTO CONTRATO (coefficiente di moltiplicazione = 2).  In sostanza, se il contratto è mantenuto e il punteggio degli avversari è inferiore, i Punti Tipo A sono raddoppiati (x2) e vanno alla coppia attaccante (quella che ha subito il Contro), se il contratto è disatteso i Punti Tipo B sono raddoppiati (x2) e vanno alla coppia difendente (quella che ha dato Contro) - Litige (lite). Può succedere, alquanto raro, che, benché il contratto (per es. 112 Quadri) sia stato mantenuto dalla Linea Attaccante (per es. realizzando 121 punti), il punteggio finale cumulato dalle due coppie risulti esattamente uguale (cioè, anche la Linea Difendente ha conseguito 121 punti): in questo caso la vittoria è appannaggio della Linea Attaccante! La spiegazione è che per la coppia che ha fatto l'ultima dichiarazione (gli opponenti, col contre), sono positivi soltanto due risultati (score): caduta (chute/down) degli avversari (nell’es. 111/-  punti) oppure superare di almeno uno il punteggio avversario (nell'es. 121+1=122 punti).
3. CONTRATTO SURCONTRATO (coefficiente di moltiplicazione = 4).  In pratica, se il contratto è mantenuto e il punteggio degli avversari è inferiore, i Punti Tipo A sono quadruplicati (x4) e vanno alla coppia attaccante (quella che è stata Contrata e che ha Surcontrato); se il contratto è disatteso i Punti Tipo A sono quadruplicati (x4) e vanno alla coppia difendente (quella che ha dato Contro) - Litige (lite).  Può succedere, alquanto raro, che, benché il contratto (per es. 112 Quadri) sia stato mantenuto dalla Linea Attaccante (per es. realizzando 121 punti), il punteggio finale cumulato dalle due coppie risulti esattamente uguale (cioè, anche la Linea Difendente ha conseguito 121 punti): in questo caso la vittoria è appannaggio della Linea Difendente! La spiegazione è che la coppia che ha fatto l'ultima dichiarazione (gli attaccanti, col surcontre), oltre al mantenimento del contratto (nell’es. 112/+ punti) s'impegna, anche, a superare di almeno uno il punteggio degli avversari (nell'es. 121+1=122).

### Gradimento
Quando un giocatore non ha da "rispondere" nel seme della carta sul tavolo può "scartare" una carta di un altro seme (non di atout, altrimenti sarebbe un "taglio"). Questo permette di trasferire convenzionalmente al compagno (pure al resto del tavolo) delle informazioni aggiuntive. Sono possibili due significati da associare allo scarto: Gradimento - Indica al compagno di avere interesse nel colore ; 2) NO Gradimento - Indica al compagno di NON avere interesse nel colore.
In genere fra i giocatori di livello è prediletto il NO Gradimento poiché permette di segnalare al compagno (pure al resto del tavolo) anche la Preferenza in un colore laterale (vedi punto specifico).

### Preferenza del colore
Abbiamo visto che con lo Scarto è possibile segnalare la Preferenza in altro colore, più precisamente è possibile indicare il colore dell'Asso posseduto (o di uno degli Assi). Esistono numerose Scuole di Pensiero, ma la più accreditata prevede: 1) Nero x Nero -  Colore Nero scartato chiama colore nero. Allora, Fiori chiama Picche e viceversa; 2) Rosso x Rosso - Colore Rosso scartato chiama colore rosso. Allora, Quadri chiama Cuori e viceversa.
Può accadere, però, che il colore della carta sul tavolo non consenta di usare la convenzione. Per esempio, sul tavolo la carta è di Fiori e questo esclude la possibilità di segnalare la preferenza per l'Asso di picche (dovremmo proprio di scartare Fiori!). Un'estensione della precedente convenzione consente, tuttavia, di superare l'impasse. Anche qui abbiamo almeno due Scuole: 1) Colore Illogico - Il colore scartato coincide con il colore gradito. Nell'esempio precedente sulla carta di Fiori scarteremo una carta di picche per segnalare il possesso dell'Asso nel colore, la preferenza nei colori rossi resta invariata.  Pare la più essenziale ma, benché non necessiti di una licenziosa  "pausa percettibile" al limite del decoro (vedi punto successivo), ha diffusione ridotta; 2) Rango o Consistenza del Seme -  Il Rango del Colore, tradizionalmente associa a Picche e Cuori il ceto di colori Nobili,  e, per contrappunto, declassa Fiori e Quadri a colori Minori. L'equivalenza fra il Rango e la Consistenza è: i Nobili coincidono con i Colori Pieni, i Minori coincidono con i colori Mezzo Pieni (l'origine etimologica è incerta). Per essere applicata la regola richiede preventivamente un accorgimento (accordo di coppia)  al limite del lecito, ossia è necessaria una "pausa", abbastanza lunga da essere percepita dal compagno prima di giocare la carta di scarto, che commuti la regola base. Il nuovo codice di Preferenza diventa: Picche chiama Cuori, e viceversa (legame fra Nobili o fra Pieni); Fiori chiama Quadri, e viceversa (legame fra Minori o fra Mezzi Pieni).